# Amitus spiniferus
Amitus spiniferus is een vliesvleugelig insect uit de familie van de Platygastridae. De wetenschappelijke naam van de soort is voor het eerst geldig gepubliceerd in 1914 door Brethes.